# Trofeo Éric Bompard 2013
El Trofeo Éric Bompard de 2013 fue una competición internacional de patinaje artístico sobre hielo, la quinta del Grand Prix de patinaje artístico sobre hielo de la temporada 2013-2014. Organizada por la federación francesa de deportes sobre hielo, tuvo lugar en París, entre el 15 y el 17 de noviembre de 2013. Se realizaron competiciones en las modalidades de patinaje individual masculino, femenino, patinaje en parejas y danza sobre hielo, y sirvió como clasificatorio para la Final del Grand Prix de 2013.

## Participantes
Los siguientes patinadores tomaron parte en la competición:
| País            | Patinaje individual masculino | Patinaje individual femenino                 | Patinaje en parejas                                        | Danza sobre hielo                                                          |
| --------------- | ----------------------------- | -------------------------------------------- | ---------------------------------------------------------- | -------------------------------------------------------------------------- |
| Canadá          | Patrick Chan                  | Amelie Lacoste                               | Meagan Duhamel / Eric Radford Natasha Purich / Mervin Tran | Nicole Orford / Thomas Williams Tessa Virtue / Scott Moir                  |
| China           | Song Nan Yan Han              |                                              | Pang Qing / Jian Tong                                      |                                                                            |
| República Checa | Michal Brezina                |                                              |                                                            |                                                                            |
| Francia         | Florent Amodio                | Maé Bérénice Méité                           | Vanessa James / Morgan Ciprès                              | Gabriella Papadakis / Guillaume Cizeron Nathalie Péchalat / Fabian Bourzat |
| Alemania        |                               |                                              | Annabelle Prolss / Ruben Blommaert                         | Nelli Zhiganshina / Alexander Gazsi                                        |
| Reino Unido     |                               |                                              |                                                            | Penny Coomes / Nicholas Buckland                                           |
| Italia          |                               |                                              | Nicole Della Monica / Matteo Guarise                       |                                                                            |
| Japón           | Yuzuru Hanyu                  |                                              |                                                            |                                                                            |
| Rusia           |                               | Anna Pogorílaya Adelina Sotnikova            | Vera Bazarova / Yuri Larionov                              | Yelena Ilinyj / Nikita Katsalapov Ksenia Monko / Kiril Jaliavin            |
| Suecia          | Alexander Majorov             | Victoria Helgesson                           |                                                            |                                                                            |
| Ucrania         |                               | Natalia Popova                               |                                                            |                                                                            |
| Estados Unidos  | Jason Brown                   | Ashley Wagner Christina Gao Samantha Cesario | Caydee Denney / John Coughlin                              |                                                                            |

## Resultados

### Patinaje individual masculino

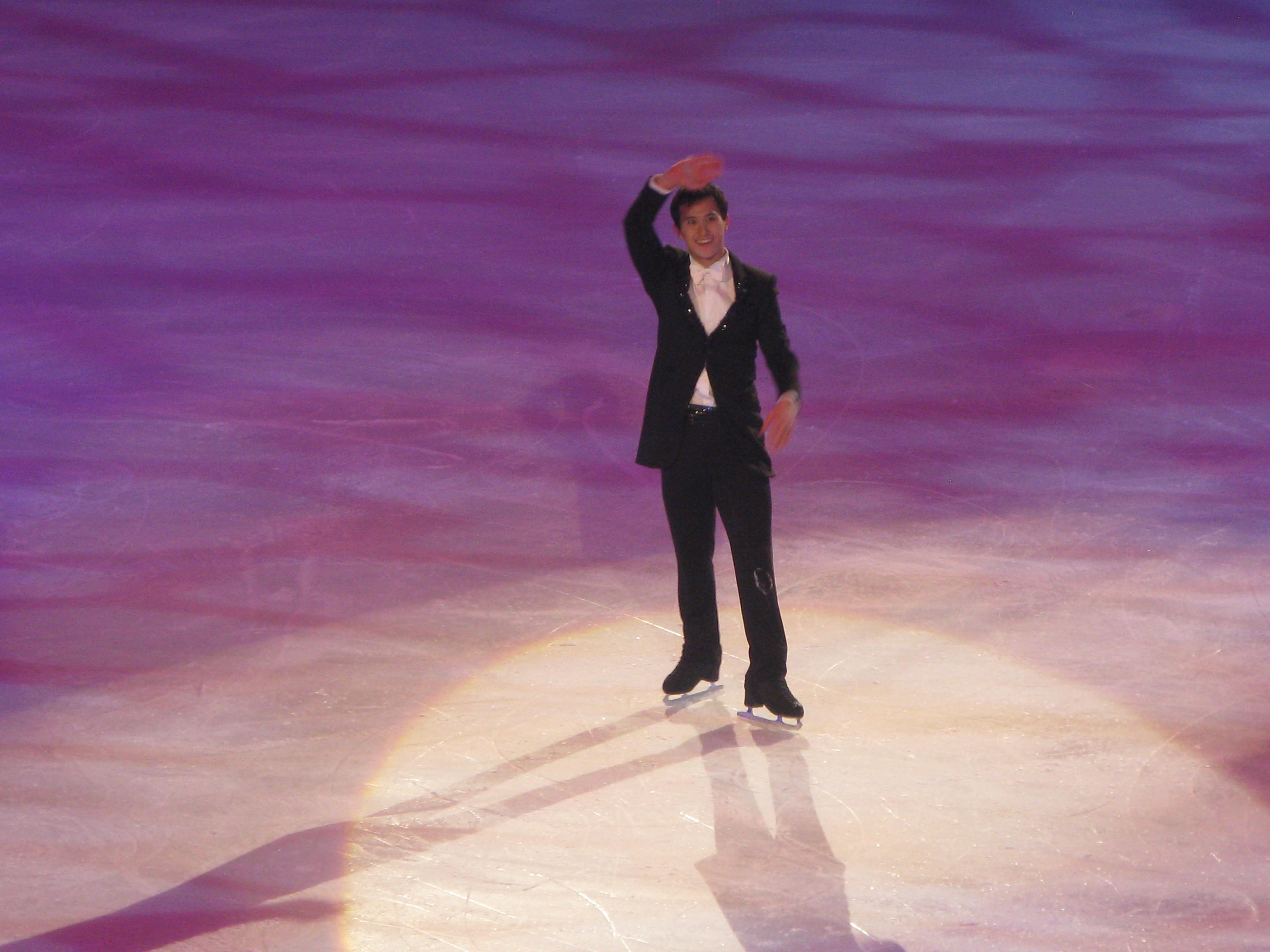
Patrick Chan en el Trofeo Éric Bompard 2013

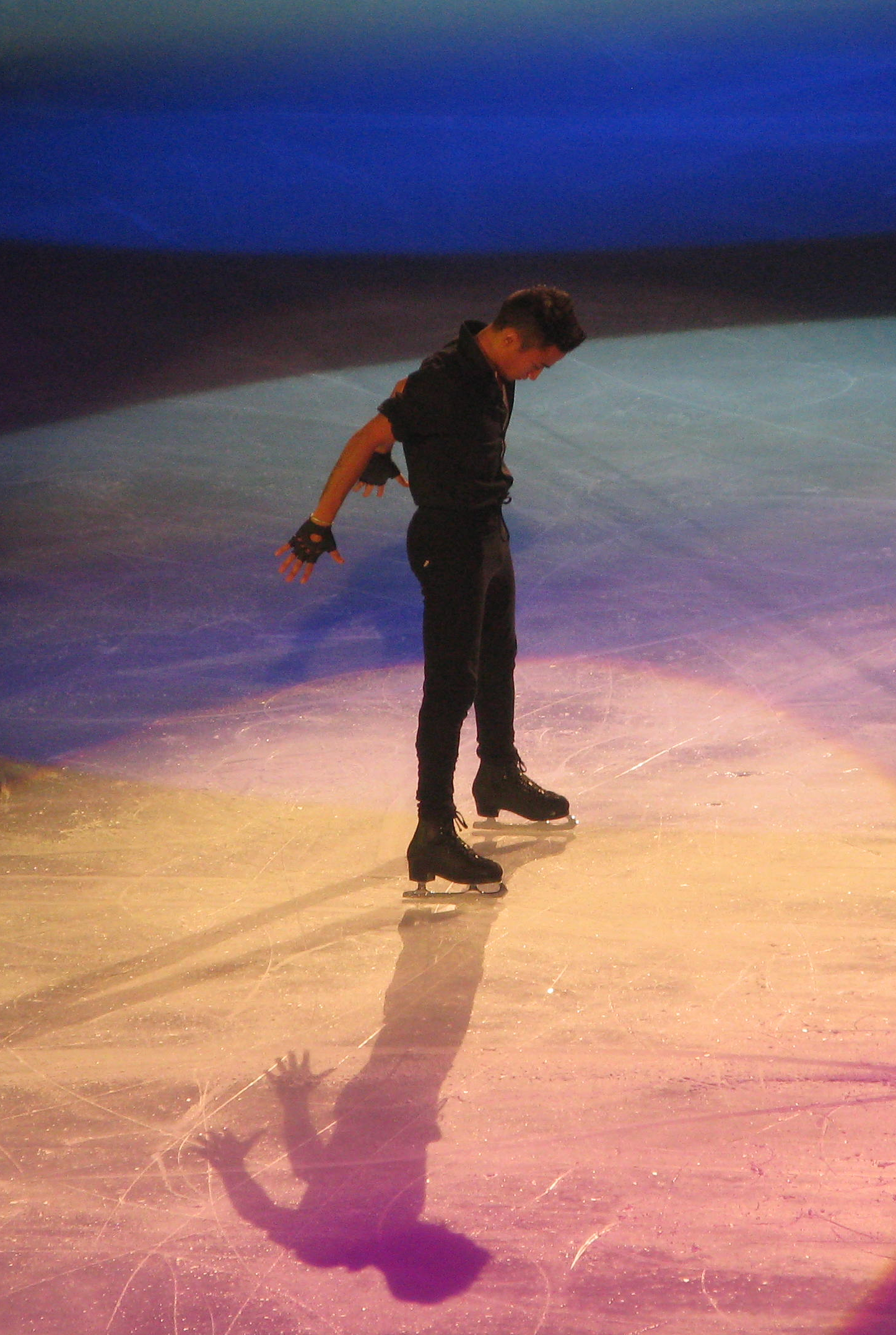
Florent Amodio en el Trofeo Éric Bompard 2013

| Clasificación | Nombre            | País                                  | Puntuación | Programa corto | Programa corto | Programa libre | Programa libre |
| ------------- | ----------------- | ------------------------------------- | ---------- | -------------- | -------------- | -------------- | -------------- |
| 1             | Patrick Chan      | Bandera de Canadá                     | 295,27     | 1              | 98,52          | 1              | 196,75         |
| 2             | Yuzuru Hanyu      | Bandera de Japón                      | 263,59     | 2              | 95,37          | 2              | 168,22         |
| 3             | Jason Brown       | Bandera de Estados Unidos             | 243,09     | 3              | 84,77          | 3              | 158,32         |
| 4             | Yan Han           | Bandera de la República Popular China | 214,23     | 4              | 84,34          | 6              | 129,89         |
| 5             | Michal Březina    | Bandera de República Checa            | 206,22     | 6              | 71,91          | 4              | 134,31         |
| 6             | Song Nan          | Bandera de la República Popular China | 204,73     | 7              | 71,36          | 5              | 133,37         |
| 7             | Florent Amodio    | Bandera de Francia                    | 191,13     | 5              | 73,65          | 8              | 117,48         |
| 8             | Alexander Majorov | Bandera de Suecia                     | 180,62     | 8              | 59,72          | 7              | 120,90         |

### Patinaje individual femenino
| Clasificación | Nombre             | País                      | Puntuación | Programa corto | Programa corto | Programa libre | Programa libre |
| ------------- | ------------------ | ------------------------- | ---------- | -------------- | -------------- | -------------- | -------------- |
| 1             | Ashley Wagner      | Bandera de Estados Unidos | 194,37     | 1              | 66,75          | 2              | 127,62         |
| 2             | Adelina Sotnikova  | Bandera de Rusia          | 189,81     | 3              | 60,01          | 1              | 129,80         |
| 3             | Anna Pogorilaya    | Bandera de Rusia          | 184,69     | 2              | 60,03          | 3              | 124,66         |
| 4             | Samantha Cesario   | Bandera de Estados Unidos | 172,70     | 5              | 56,55          | 4              | 116,15         |
| 5             | Maé Bérénice Méité | Bandera de Francia        | 166,11     | 6              | 56,50          | 5              | 109,61         |
| 6             | Amélie Lacoste     | Bandera de Canadá         | 158,11     | 7              | 55,92          | 6              | 102,19         |
| 7             | Viktoria Helgesson | Bandera de Suecia         | 153,27     | 8              | 53,25          | 7              | 100,02         |
| 8             | Christina Gao      | Bandera de Estados Unidos | 152,85     | 4              | 58,81          | 8              | 94,04          |
| 9             | Natalia Popova     | Bandera de Ucrania        | 136,43     | 9              | 50,87          | 9              | 85,56          |

### Patinaje en parejas
| Clasificación | Nombre                               | País                                  | Puntuación | Programa corto | Programa corto | Programa libre | Programa libre |
| ------------- | ------------------------------------ | ------------------------------------- | ---------- | -------------- | -------------- | -------------- | -------------- |
| 1             | Pang Qing / Tong Jian                | Bandera de la República Popular China | 193,86     | 1              | 67,69          | 1              | 126,17         |
| 2             | Meagan Duhamel / Eric Radford        | Bandera de Canadá                     | 190,89     | 2              | 66,07          | 2              | 124,82         |
| 3             | Caydee Denney / John Coughlin        | Bandera de Estados Unidos             | 184,01     | 4              | 63,52          | 3              | 120,49         |
| 4             | Vera Bazarova / Yuri Larionov        | Bandera de Rusia                      | 180,07     | 3              | 65,67          | 5              | 114,40         |
| 5             | Vanessa James / Morgan Ciprès        | Bandera de Francia                    | 172,27     | 5              | 56,78          | 4              | 115,49         |
| 6             | Natasha Purich / Mervin Tran         | Bandera de Canadá                     | 162,09     | 6              | 55,89          | 6              | 106,20         |
| 7             | Annabelle Prölß / Ruben Blommaert    | Bandera de Alemania                   | 157,62     | 7              | 54,18          | 7              | 103,44         |
| 8             | Nicole Della Monica / Matteo Guarise | Bandera de Italia                     | 147,88     | 8              | 48,59          | 8              | 99,29          |

### Danza sobre hielo
| Clasificación | Nombre                                  | País                    | Puntuación | Danza corta | Danza corta | Danza libre | Danza libre |
| ------------- | --------------------------------------- | ----------------------- | ---------- | ----------- | ----------- | ----------- | ----------- |
| 1             | Tessa Virtue / Scott Moir               | Bandera de Canadá       | 180,96     | 1           | 75,31       | 1           | 105,65      |
| 2             | Yelena Ilinyj / Nikita Katsalapov       | Bandera de Rusia        | 171,89     | 3           | 69,07       | 2           | 102,82      |
| 3             | Nathalie Péchalat / Fabian Bourzat      | Bandera de Francia      | 171,08     | 2           | 70,59       | 3           | 100,49      |
| 4             | Nelli Zhiganshina / Alexander Gazsi     | Bandera de Alemania     | 147,27     | 4           | 60,13       | 4           | 87,14       |
| 5             | Gabriella Papadakis / Guillaume Cizeron | Bandera de Francia      | 143,26     | 5           | 58,10       | 5           | 85,16       |
| 6             | Ksenia Monko / Kiril Jaliavin           | Bandera de Rusia        | 139,96     | 6           | 56,53       | 6           | 83,43       |
| 7             | Penny Coomes / Nicholas Buckland        | Bandera del Reino Unido | 128,59     | 7           | 52,52       | 7           | 76,07       |
| 8             | Nicole Orford / Thomas Williams         | Bandera de Canadá       | 119,60     | 8           | 47,45       | 8           | 72,15       |